# Amphithéâtre de Chartres
L'amphithéâtre de Chartres est un amphithéâtre romain construit dans la ville d'Autricum, aujourd'hui Chartres dans le département français d'Eure-et-Loir.
Ce monument est très mal connu. Les hypothèses de datation vont du Ier siècle au IIe siècle ou plus tard. Son emplacement est, au Moyen Âge, réutilisé pour l'édification de plusieurs églises, dont la collégiale Saint-André de Chartres. La rue du cloître Saint-André et les maisons qui la bordent suivent partiellement la courbure de ses murs annulaires.

## Localisation
Dans la topographie antique, l'amphithéâtre occupe le flanc oriental de l'éperon qui se développe au confluent de l'Eure et de l'un de ses affluents de la rive gauche. Sans être totalement rejeté hors de la ville, il n'y occupe pas une position centrale.
Dans la ville moderne, son emplacement est partiellement occupé par la collégiale Saint-André de Chartres.

## Histoire
Le site de l'amphithéâtre connaît une occupation pré-romaine. La datation du monument est discutée : l'amphithéâtre semble construit dans la seconde moitié du Ier siècle et paraît contemporain d'un complexe monumental qui le côtoie au sud, et dont les maçonneries sont datées de manière plus certaine mais les rares murs identifiés comme ceux de l'amphithéâtre indiqueraient plutôt une construction « au IIe siècle ou plus tard ».
Au Moyen Âge, alors que l'amphithéâtre est déjà abandonné et certainement largement ruiné, plusieurs édifices religieux et les cimetières qui y sont associés occupent son emplacement.
Bien qu'elle ait été pressentie dès les années 1860, l'existence de l'amphithéâtre romain de Chartres est révélée par la photographie aérienne en 1965 : la rue du cloître Saint-André et les maisons qui la bordent à l'ouest affectent une disposition en arc de cercle caractéristique. Des fouilles réalisées en 1965, 1967, 1982 et 2010 mettent au jour des maçonneries confirmant cette hypothèse,,.

## Description
- attestées
- hypothétiques

Hypothèse de restitution. Structures :

Le monument est sans doute de forme presque circulaire d'environ 115 m de diamètre. La partie occidentale de sa cavea s'appuie sur le flanc d'une colline descendant vers l'Eure. Son architecture est très largement inconnue mais sa cavea est peut-être complète et il ne semble pas disposer d'une scène. Marcel Couturier, pour sa part, évoque un édifice mixte à cavea incomplète doté d'une arène ellipsoïdale mesurant 55  à   60 m ; d'autres sources font elle aussi état d'un théâtre à arène,.
Ses structures courbes (mur périmétral sans doute) sont bien mises en évidence au nord-est, de part et d'autre de la rue Saint-André et entre cette dernière et la collégiale. Au sud de Saint-André, un grand complexe monumental est construit au contact de l'amphithéâtre, dont le sépare simplement une sorte de couloir. Pour autant, ces vestiges sont trop parcellaires pour proposer plus qu'une hypothèse de restitution du plan du monument.
Les murs connus sont composés de deux parements enserrant un blocage de silex noyés dans du mortier. Les parements sont réalisés en moellons calcaires ou en rognons de silex, avec parfois des lits de terres cuites architecturales et reposent sur des fondations en silice,.